# تورستن فيشر
تورستن فيشر (بالألمانية: Torsten Fischer)‏ هو مخرج ألماني، ولد في 26 أبريل 1958 في برلين في ألمانيا.

## روابط خارجية
- تورستن فيشر على موقع مونزينجر (الألمانية)